# The Mosaic Company
The Mosaic Company — американская горнодобывающая и химическая компания, производитель фосфатных и калийных удобрений. Штаб-квартира компании расположена в Тампе, штат Флорида. Компания была образована в 2004 году слиянием IMC Global с подразделением удобрений компании Cargill.
В списке крупнейших публичных компаний мира Forbes Global 2000 за 2022 год Mosaic заняла 709-е место. В списке крупнейших компаний США Fortune 500 заняла 305-е место.

## История
В начали 2004 года агропромышленная компания Cargill достигла соглашения о слиянии своих активов по производству удобрений с компанией IMC Global в новую компанию, получившую название The Mosaic Company; две трети акций Mosaic достались владельцам Cargill, остальные — акционерам IMC. В октябре 2004 года акции Mosaic начали котироваться на Нью-Йоркской фондовой бирже. В 2011 году Cargill продала свою долю в Mosaic.
В конце 2016 года за 2,5 млрд долларов было куплено подразделение удобрений бразильской горнодобывающей компании Vale.

## Деятельность
Основные подразделения по состоянию на 2021 год:
- Фосфаты — добыча фосфатов (Флорида, Перу, Саудовская Аравия) и производство из них удобрений; выручка 4,92 млрд долларов.
- Поташ — добыча карбоната калия в Канаде и США, производство калийных удобрений, добавок в комбикорма и промышленного сырья; выручка 2,63 млрд долларов.
- Mosaic Fertilizantes — бразильская дочерняя компания, которой принадлежит 5 фосфатных шахт, одна калийная, 4 завода по производству фосфатных удобрений; выручка 5,09 млрд долларов.

Выручка за 2021 год составила 12,36 млрд долларов, из них 5,01 млрд долларов пришлось на Бразилию, 3,93 млрд — США, 795 млн — Канаду, 396 млн — Китай, 340 млн — Индию, 140 млн — Индонезию 135 млн — Колумбию, 114 млн — Парагвай, 112 млн — Японию, 101 млн — Аргентину.